# 泰申福
泰申福，是匈牙利巴兰尼亚州所辖的一个村。总面积8.40平方公里，总人口180，人口密度21.4人/平方公里（2011年1月1日）。